# 張珇
張珇（1423年—？），字廷紳，浙江湖州府歸安縣人，明朝政治人物。進士出身。

## 生平
浙江鄉試第二十五名。天順四年（1460年）庚辰科會試第八十八名，殿試登進士第三甲第四十二名。

## 家族
曾祖張國珍。祖父張仲賢。父亲張文義。